# Naja mandalayensis
Espèce
Statut de conservation UICN

 VU B1ab(iii,v) : Vulnérable
Statut CITES
Naja mandalayensis est une espèce de serpents de la famille des Elapidae.

## Répartition
Cette espèce est endémique de Birmanie. Elle se rencontre dans les divisions de Mandalay, de Magway et de Sagaing.

## Description
Dans leur description les auteurs indiquent que le plus grand spécimen observé mesure 102 cm dont environ 25 cm pour la queue. Son dos est brun grisâtre et sa face ventrale brun sombre marbré de crème.

## Étymologie
Son nom d'espèce, composé de mandalay et du suffixe latin -ensis, « qui vit dans, qui habite », lui a été donné en référence à Mandalay, la plus grande ville située dans l'aire de répartition de cette espèce.

## Publication originale
- Slowinski & Wüster, 2000 : A new cobra (Elapidae: Naja) from Myanmar (Burma). Herpetologica, vol. 56, n. 2, p. 257-270 (texte intégral).